# 永安街道 (常德市)
永安街道，原名东郊乡，是中华人民共和国湖南省常德市武陵区下辖的一个乡镇级行政单位。

## 行政区划
东郊乡下辖以下地区：
甘露寺社区、皇经阁社区、楠竹山社区、三闾港社区、高坪头社区、皇木关社区、赵家碈社区、唐家溶社区和和平村。